# Rittershausen (Gaukönigshofen)
Rittershausen ist ein Gemeindeteil der Gemeinde Gaukönigshofen im Landkreis Würzburg (Unterfranken, Bayern). mit 295 Einwohnern (Stand: Februar 2015). Die Gemarkung hat eine Fläche von 592 Hektar. Die erste urkundliche Erwähnung stammt von 1311.
Am 1. Mai 1978 wurde der bis dahin selbständige Ort in die Gemeinde Gaukönigshofen eingegliedert.
Durch Rittershausen führt der Fränkische Marienweg.

## Baudenkmäler
- Katholische Pfarrkirche St. Matthäus mit Hauptfassade und Freitreppen, flankiert von lebensgroßen Sandsteinfiguren der Heiligen Johannes Nepomuk und Kilian.
- Friedhof, ummauerte Anlage mit Resten der ehemaligen Ortsbefestigung.
- Bildstock aus dem Jahre 1590 von Hans Rappold.
- Kreuzschlepper an der Straße nach Bolzhausen.